# شهرستان استارک (داکوتای شمالی)
شهرستان استارک، داکوتای شمالی (به انگلیسی: Stark County, North Dakota) یک سکونتگاه مسکونی در ایالات متحده آمریکا است که در داکوتای شمالی واقع شده‌است.

## خصوصیات
شهرستان استارک ۳٬۴۷۰٫۶ کیلومترمربع مساحت دارد.